# Unity (ISS)
För andra betydelser, se Unity.
Unity (eller Node 1) är en amerikansk trycksatt modul på den internationella rymdstationen ISS.
Unity var den första modul som NASA sköt upp. I december 1998 levererade och installerade rymdfärjan Endeavour Unity till den av Ryssland tidigare uppskjutna modulen Zarja. Unity är en viktig del av ISS, som förbinder de ryska delarna av rymdstationen med de övriga. Unity är navet i ISS för viktiga funktioner som luft, temperatur ombord, elektricitet, data, vätskor och kommunikationsutrustning. Unity är byggd av aluminium och har mer än 50 000 mekaniska delar, 216 rör för gaser och vätskor och 121 invändiga och utvändiga elektriska kablar med nästan tio kilometer tråd.

## Anslutningar
Unity har sex anslutningar: för, akter, styrbord, babord, zenit (ovanpå) och nadir (under). Alla är av typen Common Berthing Mechanism.
- För: Här är det amerikanska laboratoriet Destiny anslutet. Tidigare var PMA-2 ansluten här.
- Akter: Här är modulen Zarja ansluten, via PMA-1.
- Styrbord: Här sitter Quest Airlock.
- Babord: Modulen Tranquility med Cupola. Cupola har bland annat panorama-fönster vända mot jorden. STS-120 installerade här tillfälligt Harmony som sedan flyttades av Expedition 16 till sin permanenta placering framför det amerikanska laboratoriet Destiny.
- Zeni: Här sitter Z1 truss.
- Nadir: Används under bygget av rymdstationen för trycksatta lagringsmoduler och dockning av rymdfärjor. Sedan 2015 använder de olika Cygnus rymdfarkosten porten.

## Dimensioner och vikt
Unity är 5,49 meter lång, har en diameter på 4,57 meter och väger ungefär 11,5 ton.

## Uppskjutning
Unity sköts upp tillsammans med två Pressurized Mating Adapter och installerades i december 1998, av STS-88.

## Dockningar

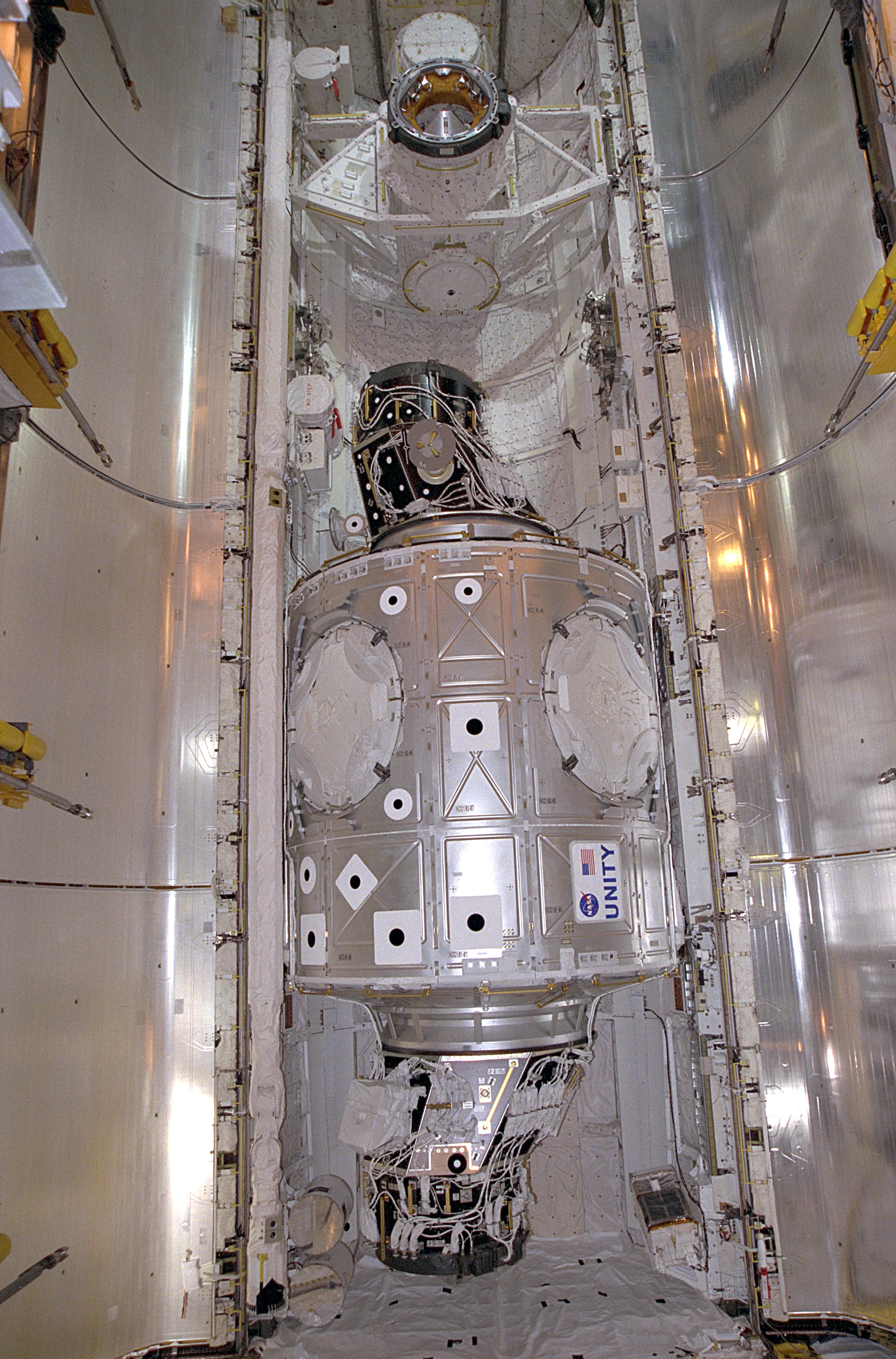
Unity installeras i Endeavours lastrum

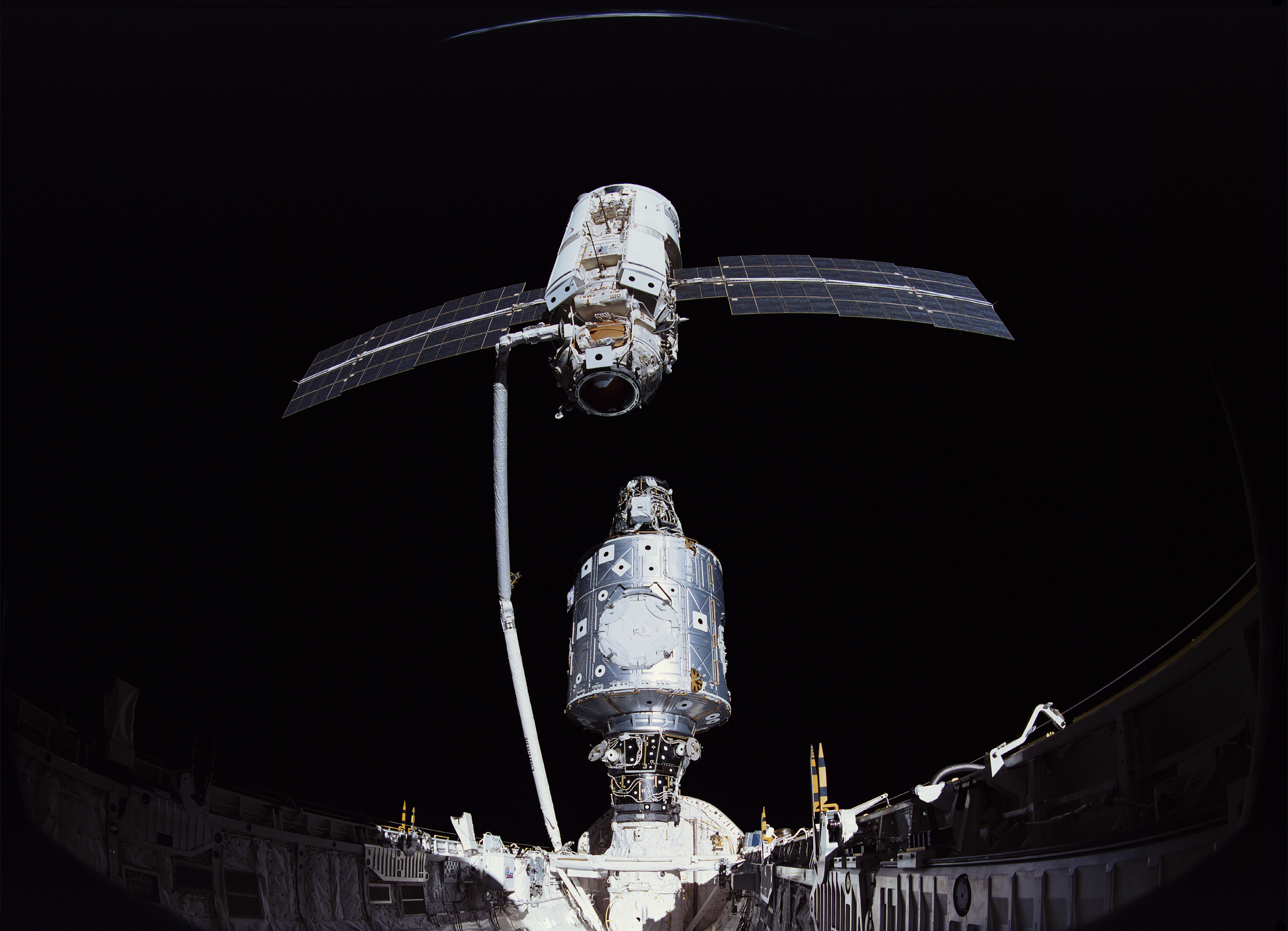
Endeavour kopplar samman Unity och Zarja

|     | Farkost / Modul          | Port             | Dockning (UTC)             | Urdockning (UTC)          |
| --- | ------------------------ | ---------------- | -------------------------- | ------------------------- |
|     | Zarja (PMA-1)            | Akter            | 6 december 1998, 02:07     |                           |
|     | Discovery STS-96 (PMA-2) | För              | 27 maj 1999, 10:49:42      | 6 juni 1999, 02:02:43     |
|     | Atlantis STS-101 (PMA-2) | För              | 20 maj 2000, 04:30         | 26 maj 2000, 23:03        |
|     | Atlantis STS-106 (PMA-2) | För              | 8 september 2000, 12:45:47 | 19 september 2000, 07:56  |
|     | Discovery STS-92 (PMA-2) | För              | 11 oktober 2000, 23:17     | 24 oktober 2000, 20:59:47 |
|     | PMA-3                    | Nadir            | oktober 2000               | mars 2001                 |
|     | Endeavour STS-97 (PMA-3) | Nadir            | 2 december 2000, 19:59     | 9 december 2000, 19:13    |
|     | Atlantis STS-98 (PMA-3)  | Nadir            | 9 februari 2001, 16:51     | 16 februari 2001, 14:05   |
|     | PMA-3                    | Babord           | mars 2001                  | augusti 2007              |
|     | Leonardo (MPLM)          | Nadir            | mars 2001                  | mars 2001                 |
|     | Raffaello (MPLM)         | Nadir            | april 2001                 | april 2001                |
|     | Quest Airlock            | Styrbord         | 15 juli 2001, 07:40        |                           |
|     | Leonardo (MPLM)          | Nadir            | augusti 2001               | augusti 2001              |
|     | Raffaello (MPLM)         | Nadir            | december 2001              | december 2001             |
|     | Leonardo (MPLM)          | Nadir            | juni 2002                  | juni 2002                 |
|     | Raffaello (MPLM)         | Nadir            | juli 2005                  | augusti 2005              |
|     | Leonardo (MPLM)          | Nadir            | juli 2006                  | juli 2006                 |
|     | PMA-3                    | Nadir            | augusti 2007               | 2009                      |
|     | Harmony                  | Babord           | 26 oktober 2007, 15:57     | 14 november 2007          |
| För | Harmony                  | 14 november 2007 |                            |                           |
|     | PMA-3                    | Babord           | 2009                       | 25 januari 2010           |
|     | Leonardo (PMM)           | Nadir            | 1 mars 2011, 15:05         | 27 maj 2015, 09:46        |
|     | Cygnus CRS OA-4          | Nadir            | 9 december 2015, 14:26     | 19 februari 2016, 10:38   |
|     | Cygnus CRS OA-6          | Nadir            | 26 mars 2016, 14:52        | 14 juni 2016, 11:43       |
|     | Cygnus CRS OA-5          | Nadir            | 23 oktober 2016, 14:53     | 21 november 2016          |
|     | Cygnus CRS OA-7          | Nadir            | 22 april 2017, 12:39       | 4 juni 2017, 11:05        |
|     | Cygnus CRS OA-8E         | Nadir            | 14 november 2017, 12:15    | 5 december 2017, 17:52    |
|     | Cygnus CRS OA-9E         | Nadir            | 24 maj 2018, 12:13         | 15 juli 2018, 10:20       |
|     | Cygnus NG-10             | Nadir            | 19 november 2018, 12:31    | 8 februari 2019, 14:37    |
|     | Cygnus NG-11             | Nadir            | 19 april 2019, 11:31       | 6 augusti 2019, 15:00     |
|     | Cygnus NG-12             | Nadir            | 4 november 2019, 11:21     | 31 januari 2020, 13:10    |
|     | Cygnus NG-13             | Nadir            | 18 februari 2020, 11:16    | 11 maj 2020, 13:00        |
|     | Cygnus NG-14             | Nadir            | 5 oktober 2020             | 6 januari 2021            |
|     | Cygnus NG-15             | Nadir            | 22 februari 2021, 11:00    | 29 juni 2021, 16:32       |
|     | Cygnus NG-16             | Nadir            | 12 augusti 2021, 13:42     | 20 november 2021, 13:40   |
|     | Cygnus NG-17             | Nadir            | 21 februari 2022, 12:02    | 28 juni 2022, 07:00       |
|     | Cygnus NG-18             | Nadir            | 9 november 2022, 13:05     | 21 april 2023, 08:37      |
|     | Cygnus NG-19             | Nadir            | 4 augusti 2023, 12:28      | 22 december 2023, 10:00   |
|     | Cygnus NG-20             | Nadir            | 1 februari 2024, 12:14     | 12 juli 2024, 08:00       |

### Fotnoter
1. ↑   Manned Astronautics - Figures & Facts, Unity Arkiverad 5 oktober 2015 hämtat från the Wayback Machine., läst 17 augusti 2016.
2. ↑  Manned Astronautics - Figures & Facts, Zarja Arkiverad 27 oktober 2016 hämtat från the Wayback Machine., läst 17 augusti 2016.
3. ↑  Manned Astronautics - Figures & Facts, Quest Arkiverad 5 oktober 2015 hämtat från the Wayback Machine., läst 17 augusti 2016.
4. ↑  Manned Astronautics - Figures & Facts Arkiverad 29 december 2016 hämtat från the Wayback Machine., läst 28 december 2016.